# Jeito Moleque (álbum)
Jeito Moleque é o terceiro álbum de estúdio do cantor e compositor brasileiro Zeca Pagodinho, lançado em 1988. É o primeiro disco do cantor após o término de seu contrato com a gravadora RGE e a morte de Marcos Silva, gerente geral da RGE, que confiava no sucesso comercial dos artistas de samba, pouco valorizados à época. Com este revés como clima, Zeca buscava, em suas palavras, "uma gravadora que tenha consciência do que é o pagode para utilizá-lo como se deve". Pouco depois, assinou contrato com a RCA, conhecida como principal gravadora do samba, tendo em seu casting artistas como Beth Carvalho, Alcione e Martinho da Vila. Neste novo ambiente, Zeca era considerado um novato em busca de confirmação e a pressão impactou diretamente no resultado do disco, que não atingiu vendagens para lhe agraciar com disco de ouro, como ocorreu nos trabalhos anteriores.
A recepção da critica foi boa, com o crítico Eduardo Martins citando que "Zeca Pagodinho, Alcione e Beth Carvalho rompem o marasmo da MPB lançando LP's animados", na coluna de musica do jornal O Estado de S. Paulo, com o título "um trio de ouro restaura a alma do som brasileiro" com uma cotação de 3 estrelas.

## Faixas
| N.º            | Título                                                                             | Compositor(es)                                                            | Duração |  |
| 1.             | "Jeito Moleque"                                                                    | Darcy do Nascimento / Dominguinhos do Estácio                             | 2:54    |  |
| 2.             | "Manera Mané"                                                                      | Arlindo Cruz / Beto sem Braço / Serginho Meriti                           | 4:16    |  |
| 3.             | "Cuidado Com a Inveja"                                                             | Martinho da Vila / Zé Katimba                                             | 2:45    |  |
| 4.             | "O Sol e a Brisa"                                                                  | Franco / Mauro Diniz                                                      | 3:37    |  |
| 5.             | "Feira do Acari"                                                                   | Jorge Carioca                                                             | 3:39    |  |
| 6.             | "Chamego de Pai"                                                                   | Beto sem Braço / Zeca Pagodinho                                           | 4:29    |  |
| 7.             | "Se Tivesse Dó"                                                                    | Nelson Rufino / Zeca Pagodinho                                            | 3:40    |  |
| 8.             | "Melhor Solução"                                                                   | Monarco                                                                   | 3:35    |  |
| 9.             | "Por Querer, Sem Querer"                                                           | Acyr Marques / Serginho Meriti                                            | 4:31    |  |
| 10.            | "Pisa Como Eu Pisei"                                                               | Aluízio Machado / Beto sem Braço / Zeca Pagodinho                         | 3:56    |  |
| 11.            | "Partido Doce"                                                                     | Mauro Diniz / Zeca Pagodinho                                              | 3:05    |  |
| 12.            | "O Samba / Mulher Perversa / Abra as Vistas Rapaz" (part: Velha Guarda da Portela) | Argemiro da Portela; Francisco Santana / Monarco; Alcides Lopes / Monarco | 3:33    |  |
| Duração total: | Duração total:                                                                     | Duração total:                                                            | 43:30   |  |